# Царицани
Царица̀ни (на гръцки: Τσαριτσάνη) е село в Република Гърция, област Тесалия, дем Еласона. Царицани има население от 2507 души.

## География
Селото е разположено в Тесалийската равнина, в западното подножие на разклонението на Олимп Гинекас (1166 метра). Отдалечено е на 40 километра северозападно от Лариса и на 4 километра южно от Еласона.

## История
В 1904 година гръцкият македонски комитет въоръжава четата на Георгиос Болас. Четата му се сблъсква с османски части край Царицани и се разпада.
„Царичена има 500 кѫщи, повечето отъ жителитѣ сѫ аромѫне. Тукъ прѣзъ лѣтото живѣятъ само 50 фамилии, а другитѣ сѫ пръснати изъ планинитѣ. Останалитѣ жители гърци, но и аромѫнетѣ сѫ надѫхани съ гръцки духъ. Че жителитѣ сѫ съ такъвъ духъ е испиталъ моя домакинъ Папаянъ. Той дошелъ тукъ прѣзъ есенъта и искалъ да отвори аромѫнско училище. Никой го не приемалъ въ кѫщата си, най-послѣ една вдовица, синътъ на която билъ умрѣлъ наскоро, се съжелила и го приела въ кѫщага си, но затова пъкъ всички я доста много намразили. Младиятъ енергиченъ човѣкъ сполучилъ да събере доста бѣдни дѣца, но наскоро родителитѣ на дѣцата сѫ биле принудени чрѣзъ заплашвание и уговаряне да си оттеглятъ дѣцата отъ аромѫнското училище. Но тѣ не сполучили съ всички дѣца, затова клеветитѣ се започнали и то главно отъ владиката, който е албанецъ. Обвинявали учителя, че е въ свръзка съ разбойницитѣ, че имъ помагалъ и билъ откаранъ затова въ затвора, но го пуснали слѣдъ една недѣля, понеже не сѫ могли да докажатъ вината му. Цѣльта се постигнала, защото всичкитѣ ученици напуснали аромѫнското училище.“
На Етнографската карта на Битолския вилает на Картографския институт в София от 1901 година Чиричани е смесено село гърци, власи и турци в Еласонската каза на Серфидженския санджак с 450 къщи.

## Личности
Родени в Царицани
- Кирил II Писидийски (? – 1814), гръцки духовник
- Константинос Иконому (1789 – 1857), гръцки духовник
- Поликарп Сакеларопулос (1878 – 1943), гръцки духовник